# Racemorfan
Racemorfan – organiczny związek chemiczny w postaci mieszaniny racemicznej. Jego dwa enancjomery wykazują zróżnicowane działanie fizjologiczne na organizm człowieka:
- leworfanol (opioid)
- dekstrorfan (dysocjant)

Jest objęty Jednolitą konwencją o środkach odurzających z 1961 roku (wykaz I). W Polsce jest w grupie I-N Ustawy o przeciwdziałaniu narkomanii.
Jego pochodna O-metylowa to racemetorfan.